# 가니메데의 지질 구조 목록

가니메데 위성의 표면 및 내부 구조 모습. 하단에 표면 구조에 대한 영어 명칭이 보인다.

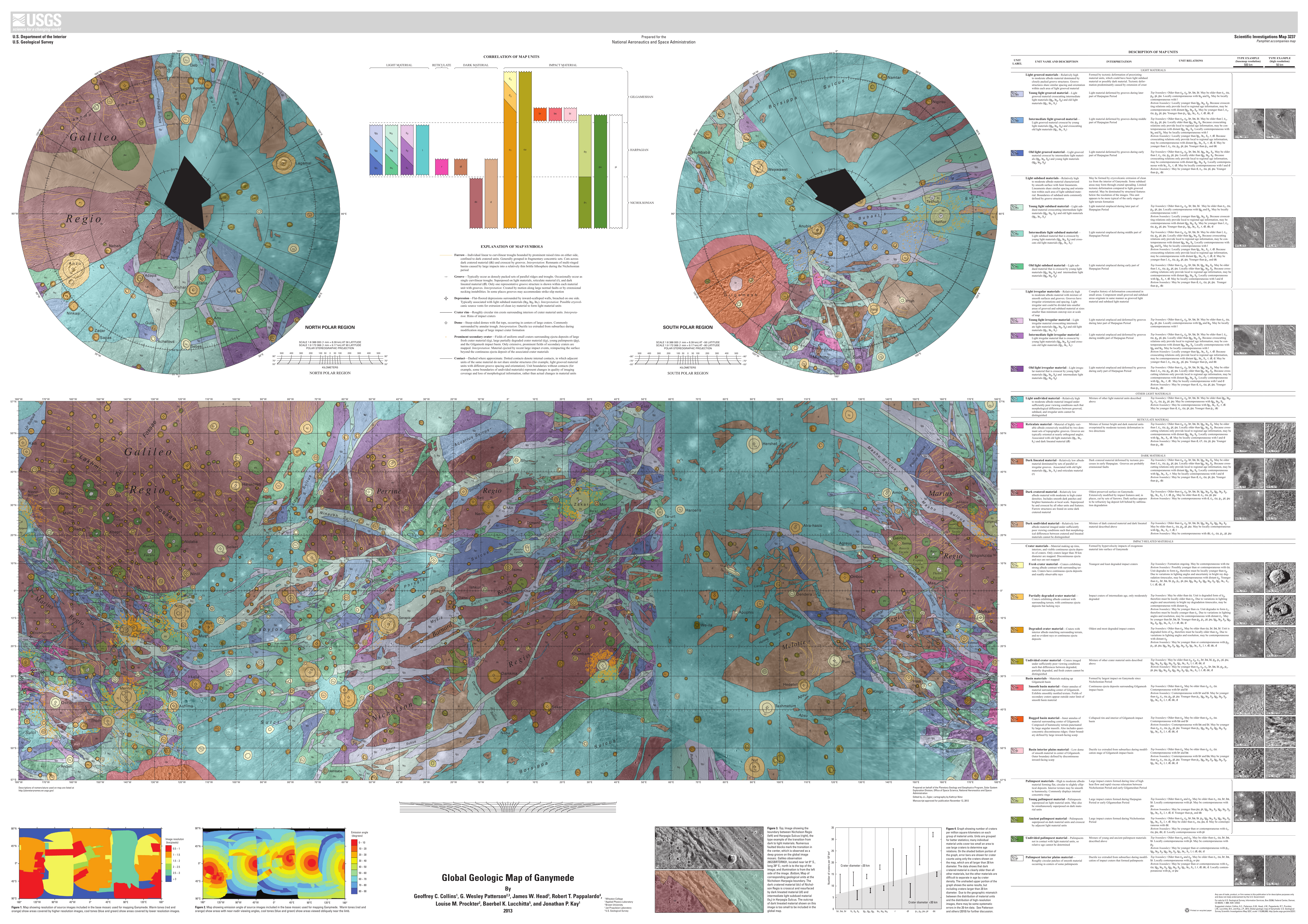
2014년 2월 11일 기준 가니메데의 지질도.

이 목록은 목성의 위성인 가니메데의 명명된 지질 구조 목록이다.
가니메데의 표면은 2가지 지형이 혼합되어 있는 모습이다. 어두운 부분은 40억 년 전에 생긴 충돌구와 함께 위성 표면의 삼분의 일 가량을 덮고 있다. 그보다 덜 오래된 듯한, 광범위한 균열과 능선이 가로지르고 있는 밝은 부분이 나머지를 덮고 있다. 밝은 지역의 균열과 능선의 원인은 밝혀지지 않았지만, 조석 가열에 의한 판의 이동 때문으로 여겨지고 있다. 전체적으로는 매우 오래되었다는 특징을 가지고, 높은 지형과 충돌구가 존재한다. 어두운 영역은 다소 젊은 편이고(하지만 이것조차 고대 지형이다), 밝은 영역은 도랑과 평지의 조합으로 이루어져 있다. 어두운 지형은 표면의 3분의 1을 차지한다. 점토나 충돌구에서 유기 물질이 나타날 가능성이 있다.

## 카테네 (사슬형 충돌구)

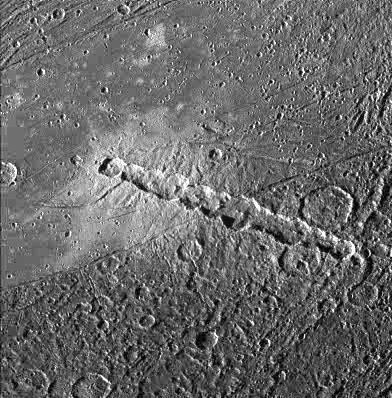
엔키 카테나의 모습. 충돌구 여러개가 일직선으로 뭉쳐 있는 모습이다.

| 이름          | 위도  | 경도   | 직경  | 명명 년도 | 어원                                              |
| ------------- | ----- | ------ | ----- | --------- | ------------------------------------------------- |
| 엔키 카테나   | 38.8N | 13.6W  | 161.3 | 1997년    | 아프수의 물신 이름.                               |
| 크눔 카테나   | 32.9N | 349.1W | 66.0  | 1997년    | 이집트의 창조신 이름.                             |
| 난셰 카테나   | 15.4N | 352.9W | 103.8 | 1997년    | 엔키의 딸인 봄과 운하의 여신 이름.                |
| 테라흐 카테나 | 7.1N  | 277.5W | 283.0 | 2000년    | 네게브에서 케레트와 싸운 페니키아의 달의 신 이름. |

## 백반

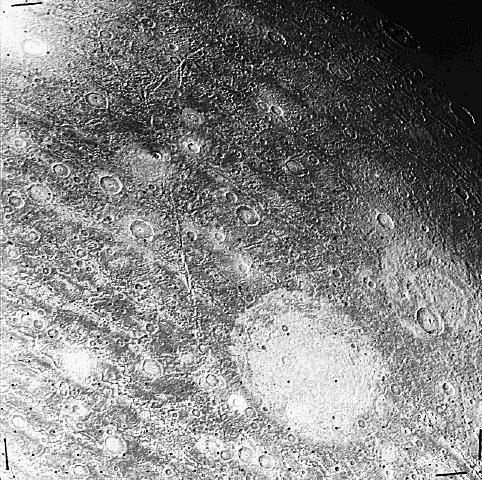
보이저 2호가 촬영한 멤피스 백반의 모습.

취소줄 표시는 현재는 등재가 취소된 영역이다.
| 이름              | 위도  | 경도   | 직경  | 명명 년도 | 어원                                                                               |
| ----------------- | ----- | ------ | ----- | --------- | ---------------------------------------------------------------------------------- |
| 아비도스 백반     | 33.4N | 153.4W | 180.0 | 1985년    | 오시리스를 숭배한 이집트의 마을 이름.                                              |
| 아크민 백반       | 27.7N | 189.5W | 245.0 | 1997년    | 민을 숭배한 이집트의 마을 이름.                                                    |
| 비게 백반         | 29.0N | 94.3W  | 224.0 | 2000년    | 이집트 나일 강의 신이 살고 있던 하피 섬의 이름.                                    |
| 부시리스 백반     | 15.7N | 215.4W | 369.0 | 1985년    | 오시리스를 첫번째로 지역신으로 받은 하이집트의 마을 이름.                          |
| 부토 백반         | 13.2N | 203.5W | 245.0 | 1985년    | 오시리스의 몸을 숨겨 놓은 늪 이름.                                                 |
| 코프토스 백반     | 9.9N  | 209.2W | 329.0 | 1985년    | 캐러밴이 출발하는 첫 마을 이름.                                                    |
| 덴데라 백반       | 0.0N  | 257.0W | 114.0 | 1985년    | 하토르를 최고 여신으로 받든 마을 이름. 현재는 이름을 덴데라 충돌구라고 바꿨다.     |
| 에드푸 백반       | 25.7N | 147.1W | 184.0 | 1985년    | 호루스를 숭배한 이집트의 마을 이름.                                                |
| 헬리오폴리스 백반 | 18.5N | 147.2W | 50.0  | 1997년    | 신성한 태양의 이집트 도시 이름.                                                    |
| 헤르모폴리스 백반 | 22.4N | 195.3W | 260.0 | 1997년    | 우누트를 숭배한 이집트 마을 이름.                                                  |
| 멤피스 백반       | 14.1N | 131.9W | 361.0 | 1985년    | 고대 하왕국의 수도 이름.                                                           |
| 옴보스 백반       | 4.8N  | 236.0W | 170.0 | 1985년    | 세베크의 트라이어드를 숭배한 이집트 마을 이름. 현재는 콤옴보(Kom Ombo)라고 부른다. |
| 푼트 백반         | 26.1S | 242.2W | 228.0 | 1985년    | 베스의 기원이 된 이집트 동부의 땅 이름. 현재는 푼트 충돌구라는 이름으로 바뀌었다.  |
| 사이스 백반       | 37.9N | 14.2W  | 137.0 | 1988년    | 기원전 7세기 중엽 이집트의 수도 이름.                                              |
| 시와흐 백반       | 7.0N  | 143.1W | 220.0 | 1985년    | 제우스-암몸의 오아시스 오라클이 위치한 마을 이름. 알랙산더가 이곳을 방문했다.      |
| 테투 백반         | 37.6N | 161.2W | 189.0 | 1985년    | 하트메니트와 오시리스를 숭배한 이집트의 마을 이름.                                 |
| 테베 백반         | 7.1N  | 202.4W | 360.0 | 1985년    | 이집트 상왕국의 수도 이름.                                                         |

## 포사 (도랑)
| 이름          | 위도  | 경도   | 직경    | 명명 년도 | 어원                                                               |
| ------------- | ----- | ------ | ------- | --------- | ------------------------------------------------------------------ |
| 라크하무 포사 | 11.6S | 227.7W | 370.0   | 1985년    | 아프수와 티아마트가 만든 드래곤 몬스터 또는 신성한 자연의 힘 이름. |
| 라크무 포사   | 50.4N | 128.0W | 3,700.0 | 1985년    | 아프수와 티아마트가 만든 드래곤 몬스터 또는 신성한 자연의 힘 이름. |
| 주 포사       | 38.5N | 150.5W | 2,900.0 | 1985년    | 마르둑에게 죽임을 당한 혼돈의 드래곤 이름.                         |

## 지역
| 이름          | 위도   | 경도   | 직경    | 명명 년도 | 어원                                                 |
| ------------- | ------ | ------ | ------- | --------- | ---------------------------------------------------- |
| 버나드 지역   | 10.7S  | 19.0W  | 3,200.0 | 1979년    | 미국의 천문학자인 에드워드 버나드 (1857-1923).       |
| 갈릴레오 지역 | 47.0N  | 129.6W | 5,000.0 | 1979년    | 이탈리아의 천문학자인 갈릴레오 갈릴레이 (1564-1642). |
| 마리우스 지역 | 6.8N   | 181.2W | 4,000.0 | 1979년    | 독일의 천문학자인 시몬 마리우스 (1570-1624).         |
| 멜로테 지역   | 22.06N | 42.8W  | 4,100.0 | 2013년    | 영국의 천문학자 필리버트 멜로테 (1880~1961).         |
| 니콜슨 지역   | 33.5S  | 4.8W   | 3,900.0 | 1979년    | 미국의 천문학자인 세트 니콜슨 (1891-1963).           |
| 페리에 지역   | 33.2N  | 32.6W  | 3,800.0 | 1979년    | 미국의 천문학자인 찰스 페리에 (1867-1951).           |

## 홈

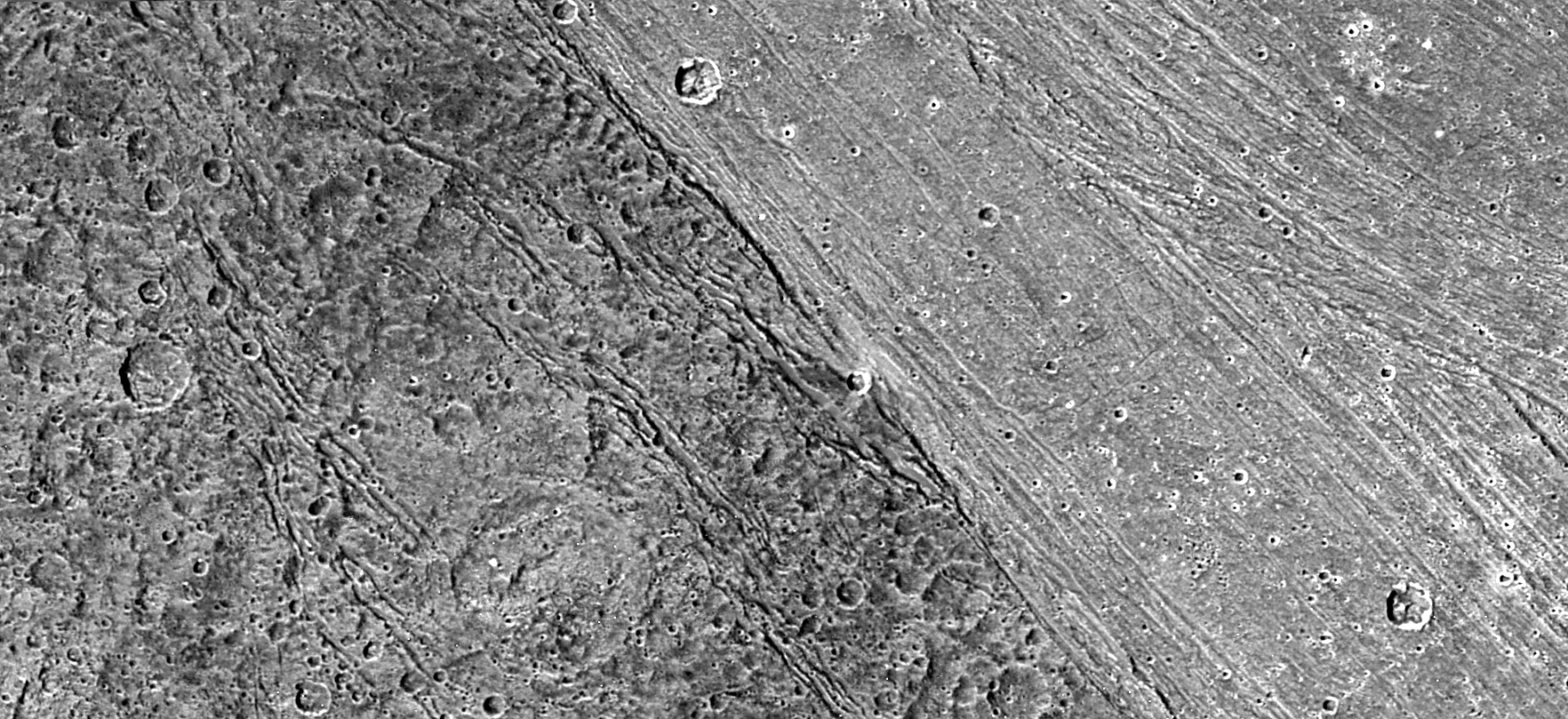
니콜슨 지역의 모습. 오른쪽에 하르파지아 홈이 보인다.

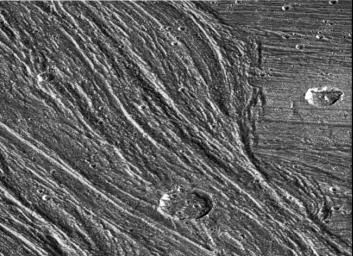
니푸르 홈의 모습.

| 이름            | 위도   | 경도   | 직경    | 명명 년도 | 어원                                                                       |
| --------------- | ------ | ------ | ------- | --------- | -------------------------------------------------------------------------- |
| 아키투 홈       | 38.9N  | 194.3W | 365.0   | 1997년    | 마르둑의 동상이 매년 옮겨진 곳.                                            |
| 안사르 홈       | 18.0N  | 197.9W | 1,372.0 | 1979년    | 아시리아-바빌론 지역. 라크무 및 라크하무의 천상의 집 이름.                 |
| 아프수 홈       | 39.4S  | 234.7W | 1,950.0 | 1979년    | 수메르-아카디아 지역. 고대 바다 이름.                                      |
| 아쿠아리우스 홈 | 52.4N  | 3.9W   | 1,420.0 | 1979년    | 그리스 지역. 제우스가 물병자리의 별들 사이 가니메데를 놓았다는 것에 유래.  |
| 아르베라 홈     | 21.1S  | 349.8W | 1,940.0 | 1985년    | 이쉬타르를 숭배한 아시리아의 마을 이름.                                    |
| 바빌론 홈       | 22.63S | 93.76W | 3101.15 | 2013년    | 아카드라고 알려진, 아시리아-바빌론 지역의 마을 이름.                       |
| 보리시파 홈     | 60S    | 0W     | 3300    | 2013년    | 아카드의 마을 이름.                                                        |
| 부바스티스 홈   | 72.3S  | 282.9W | 2651.0  | 1988년    | 바스트를 숭배한 이집트의 마을 이름                                         |
| 바블루스 홈     | 37.9N  | 199.9W | 645.0   | 1997년    | 아도니스를 숭배한 고대 페니키아의 도시 이름.                               |
| 다르다누스 홈   | 46.9S  | 17.5W  | 2,988.0 | 1979년    | 그리스 지역. 가니메데가 독수리로 변신한 제우스에게 납치된 곳 이름.         |
| 두쿠그 홈       | 83.5N  | 3.8W   | 385.0   | 1985년    | 수메르의, 신들의 신성한 우주 상자 이름.                                    |
| 엘람 홈         | 58.2N  | 200.3W | 1,855.0 | 1985년    | 태양을 숭배한 고대 바빌로니아의 도시 이름. 현재는 이란에 위치해 있다.      |
| 에레치 홈       | 7.3S   | 179.2W | 953.0   | 1985년    | 마르두크가 만든 아카디아의 마을 이름.                                      |
| 하르파지아 홈   | 11.7S  | 318.7W | 1,792.0 | 1985년    | 그리스 지역. 가니메데가 독수리에게 납치된 곳 이름.                         |
| 후르사그 홈     | 9.7S   | 233.1W | 750.0   | 1985년    | 바람이 사는 수메르의 산 이름.                                              |
| 키샤르 홈       | 6.4S   | 216.6W | 1,187.0 | 1979년    | 아시리아-바빌로니아 지역. 라크무와 라크하무의 지상 세계의 집 이름.         |
| 라가시 홈       | 10.9S  | 163.2W | 1,575.0 | 1985년    | 초기 바빌로니아의 마을 이름.                                               |
| 라르사 홈       | 3.8N   | 248.7W | 1,000.0 | 2000년    | 수메르의 마을 이름.                                                        |
| 마슈 홈         | 29.8N  | 205.7W | 2,960.0 | 1979년    | 아시리아-바빌로니아 지역. 태양이 뜨고 받쳐주는 쌍둥이 봉우리 산 이름.      |
| 무무 홈         | 39S    | 180W   | 2680    | 2013년    | 아시리아-바빌로니아 지역의 마을 이름.                                      |
| 미시아 홈       | 7.0S   | 7.9W   | 5,066.0 | 1979년    | 그리스 지역. 가니메데가 독수리에게 납치된 곳 이름.                         |
| 니네베 홈       | 23.5N  | 53.1W  | 1,700.0 | 1997년    | 이쉬타르를 숭배한 도시 이름.                                               |
| 니푸르 홈       | 36.9N  | 185.0W | 1,425.0 | 1985년    | 수메르의 마을 이름.                                                        |
| 눈 홈           | 49.5N  | 316.4W | 1,500.0 | 1979년    | 이집트 지역. 혼란, 고대 바다, 모든 사물을 만든 세균 이름.                  |
| 필레 홈         | 65.5N  | 169.0W | 900.0   | 1997년    | 이시리스의 주요 성소 이름.                                                 |
| 필루스 홈       | 44.1N  | 209.5W | 465.0   | 1979년    | 그리스 지역. 가니메데와 헤베가 비의 보호자로 숭배받은 곳 이름.             |
| 프리지아 홈     | 12.4N  | 23.5W  | 3,700.0 | 1979년    | 그리스 지역. 가니메데가 태어났던 소아시아의 왕국 이름.                     |
| 슈루팍 홈       | 19.3S  | 232.2W | 2,800.0 | 2000년    | 신들이 대홍수를 계획한 유프라데스 강 유역의 아시리아-바빌로니아 마을 이름. |
| 시키온 홈       | 32.7N  | 18.5W  | 2,125.0 | 1979년    | 그리스 지역. 가니메데와 헤베가 비의 보호자로 숭배받은 곳 이름.             |
| 시파르 홈       | 15.4S  | 189.3W | 1,508.0 | 1985년    | 고대 바빌로니아 마을 이름.                                                 |
| 티아마트 홈     | 3.4N   | 208.5W | 1,330.0 | 1979년    | 아시리아-바빌로니아 지역. 모든 것이 만들어진 격동의 바다 이름.             |
| 움마 홈         | 4.1N   | 250.0W | 1,270.0 | 2000년    | 수메르의 마을 이름.                                                        |
| 우르 홈         | 49.8N  | 177.5W | 1,145.0 | 1985년    | 달을 숭배한 고대 수메르의 마을 이름.                                       |
| 우루크 홈       | 0.8N   | 160.3W | 2,200.0 | 1979년    | 길가메시가 통치한 고대 바빌로니아 마을 이름.                               |
| 시발바 홈       | 43.8N  | 71.1W  | 2,200.0 | 1997년    | 마야의 "공포의 장소". 폭력적인 죽음에서 탈출한 사람들의 목적지 이름.       |

## 같이 보기
- 가니메데의 쿼드랭글 목록
- 가니메데의 충돌구 목록